# Pecqueur
Pecqueur is een gehucht in de Franse gemeente Aire-sur-la-Lys in het departement Pas-de-Calais. Het ligt in het oosten van de gemeente, drie kilometer ten oosten van het stadscentrum van Aire-sur-la-Lys. Het gehucht ligt op de rechteroever van de Leie, langs de weg naar buurgemeente Tienen (Thiennes). Een smalle oude tak van de Leie ligt net ten noorden van Pecqueur; nog iets noordelijker stroomt de brede gekanaliseerde Leie.

## Geschiedenis
Een oude vermelding van de plaats dateert uit de 14de eeuw als Les Peskeurs. Uit de 17de eeuw dateert Les Pesqueurs. De plaats was afhankelijk van de parochie van de Église Saint-Pierre in Aire-sur-la-Lys.
Aire-sur-la-Lys · Garlinghem · Glomenghem · Grand Neufpré · Houleron · La Jumelle · La Lacque · Lenglet · Mississippi · Moulin le Comte · Pecqueur · Petit Neufpré · Rincq · Saint-Martin · Saint-Quentin · Widdebrouck

Lijst van Franse gemeenten · Arrondissement Sint-Omaars · Pas-de-Calais · Hauts-de-France